# چارلز گری
چارلز گری (انگلیسی: Charles Grey; ۱۵ مارس ۱۸۰۴ – ۳۱ مارس ۱۸۷۰) نظامی و سیاست‌مدار اهل پادشاهی متحد بریتانیای کبیر و ایرلند بود.